# Borde de salida

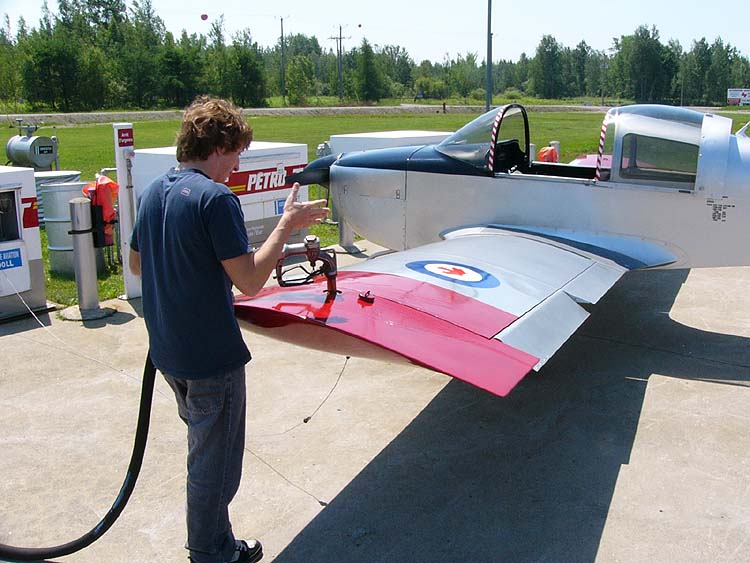
Borde de salida del ala de un Grumman American AA-1, en el que se pueden ver el alerón desplazado hacia abajo y después el flap

El borde de salida o borde de fuga es el punto del perfil de un ala en el que el aire del extradós y del intradós confluyen y abandonan el contacto con el ala. Es el borde posterior del ala. También se refiere a cualquier punto equivalente en alguna otra superficie aerodinámica cuyo perfil sea similar al alar, por ejemplo el estabilizador horizontal, el estabilizador vertical o las palas  de una hélice.
Los siguientes dispositivos pueden ir situados en el borde de salida del ala, entre otros:
- flaps (normalmente en el ala)
- alerones (normalmente en el ala)
- timones de profundidad (normalmente en el estabilizador horizontal)
- timón de dirección (normalmente en el estabilizador vertical)
- flaperones
- elevones
- servo tabs
- anti-servo tabs
- trim tabs
- descargadores estáticos